# Ali Ghalem
Ali Ghalem, född 1943 i Constantine, Algeriet, är en algerisk författare och regissör. Han gick i koranskola tills han var sjutton år och lärde sig franska först tolv år senare. Sedan 1965 är han bosatt i Paris. Fatiha och friheten handlar om en kvinna i Algeriet som blir bortgift med en gästarbetare i Frankrike. Ali Ghalem har själv filmatiserat romanen (Jowjet libni).

## Verk översatt till svenska
- Fatiha och friheten: en roman om kvinnans ställning i dagens Algeriet, 1981 (Une femme pour mon fils 1979)

## Filmografi
- Mektkoub (1970)
- L'Autre France (1974)
- Jowjet libni (1982)